# Фаустини, Джованни
Джованни Фаустини (итал. Giovanni Faustini; 1615, Венеция – 19 декабря 1651, Венеция) итальянский либреттист и оперный импресарио, сотрудничавший с оперным композитором Франческо Кавалли. Произведения, созданные Фаустини и Кавалли знаменуют собой вершину развития венецианской оперы XVII века.

## Биография
Джованни Фаустини родился в Венеции в 1619 году. О его жизни сохранилось достаточно немного информации. 
Предполагалось, что он станет адвокатом, однако уже с молодости он был увлечён искусством оперы. Одним из его основных занятий стала аренда венецианских театров для постановки оперных спектаклей: Сан-Кассиано (первый публичный оперный театр, открытый в 1637 году), Сан-Моизе (основан в 1639 году) и Сан-Аполлинаре (Фаустини арендовал его с двумя компаньонами в 1650 году). Фаустини является автором четырнадцати законченных оперных либретто, из них одиннадцать были созданы для опер Франческо Кавалли. Оперное сотрудничество Фаустини—Кавалли является одним из самых успешных в венецианской опере 1640-х годов. Некоторые либретто Фаустини были использованы другими композиторами. 
Джованни Фаустини умер вскоре после того, как арендовал небольшой театр Сан-Апполинаре для постановки оперы «Каллисто». После смерти Джованни оставшиеся незаконченными либретто были доработаны его братом Марко, который также работал импресарио в нескольких театрах и впоследствии стал весьма успешным предпринимателем.
Три из четырнадцати либретто Джованни Фаустини построены на мифологических сюжетах, это были исключения в его творчестве. Обычно же Фаустини сочинял оригинальную историю, опираясь на своё воображение. Вынужденный в условиях конкуренции идти навстречу непритязательным вкусам публики, он сознательно упрощал сюжет. Традиционно фабула его либретто строилась на истории двух любовных пар, аристократические герои происходили из какой-либо экзотической страны. Всё действие строится на ссорах и примирениях молодых людей. Главным героям помогают слуги, эти персонажи отвечают за комическую составляющую оперы. Фаустини широко использовал комедийные приёмы (распространённые мотивы — действие снотворного зелья, письмо, доставленное не по назначению и т. п.) и элементы пасторали.

## Либретто
- «Сила любовных стрел» (музыка Франческо Кавалли, 1642)
- «Эгисф» (музыка Франческо Кавалли, 1643; музыка Бенедетто Феррари, 1651)
- «Орминдо» (музыка Франческо Кавалли, 1644)
- «Дориклея» (музыка Франческо Кавалли, 1645; музыка Пьетро Андреа Дзиани, 1666)
- «Титон» (музыка Франческо Кавалли, 1645)
- Euripo (музыка Франческо Кавалли, 1649)
- «Оримонте» (музыка Франческо Кавалли, 1650)
- «Ористео» (музыка Франческо Кавалли, 1651)
- «Розинда» (музыка Франческо Кавалли, 1651)
- «Каллисто» (музыка Франческо Кавалли, 1651)
- «Эритрея» (музыка Франческо Кавалли, 1652)
- «Эвпатра» (музыка Пьетро Андреа Дзиани, 1655; музыка Giovanni Battista Costanzi, 1730)
- «Елена» (completato da Nicolò Minato; музыка Франческо Кавалли, 1659)
- Il tiranno humiliato d'amore, ovvero Il Meraspe (переработка Nicolò Beregan; музыка Карло Паллавичино, 1667)
- Alciade (музыка Пьетро Андреа Дзиани, 1667)